# カール・フォン・クラウゼヴィッツ
カール・フィーリプ・ゴットリープ・フォン・クラウゼヴィッツ（独: Carl Philipp Gottlieb von Clausewitz (Claußwitz)、1780年7月1日 - 1831年11月16日）は、プロイセン王国の陸軍軍人、軍事学者。最終階級は陸軍少将。クラウゼビッツとも表記。
ナポレオン戦争にプロイセン陸軍の将校として参加しており、シャルンホルスト将軍およびグナイゼナウ将軍に師事。戦後は研究と著述に専念したが、彼の死後1832年に発表された『戦争論』で、戦略、戦闘、戦術の研究領域において重要な業績を示した。特記すべき業績としては絶対的戦争、政治的交渉の延長としての戦争概念、摩擦、戦場の霧、重心、軍事的天才、防御の優位性、攻勢極限点、勝敗分岐点などがある。
クラウゼヴィッツが影響を受けた人物にはフリードリヒ2世、ナポレオン・ボナパルト、ゲルハルト・フォン・シャルンホルストなどがいる。また、クラウゼヴィッツの影響を受けた人物にはヘルムート・カール・ベルンハルト・フォン・モルトケやコルマール・フォン・デア・ゴルツ、アルフレート・フォン・シュリーフェン、クレメンス・ヴィルヘルム・ヤーコプ・メッケルなどのドイツ軍の研究者や、エンゲルスなどの革命戦略家、そして海軍戦略家のジュリアン・コーベットや電撃戦の理論家ジョン・フレデリック・チャールズ・フラーなど、研究者に幅広い影響を与えている。

## 生涯

### 少年時代
1780年にプロイセン王国のマクデブルク市の東北20キロ先にあるブルク町で生まれる。クラウゼヴィッツ家はポーランド系ドイツ人で、父親フリードリヒ・ガブリエル・クラウゼヴィッツは、彼が生まれた時には徴税官であった。ガブリエルは七年戦争の末期に少尉として従軍し、戦後の1763年に中尉に昇進し、退役してからブルクの徴税官となった。母イェリアンと4人の息子と2人の娘を儲けており、カール・クラウゼヴィッツは一番下の弟であった。ガブリエルに影響があった陸軍のフォン･フント少佐の取り計らいもあって、4人の息子の3人は将校とされており、クラウゼヴィッツは1792年に12歳でポツダムのフェルディナント王子歩兵連隊にユンカーとして入隊した。第一次対仏同盟戦争でフェルディナント王子連隊は1794年3月にラインラントにおけるマインツ攻城戦で初めて戦闘に参加した。その行軍の途上でクラウゼヴィッツは旗手を務めている。戦闘は4月1日に開始され、砲兵が配置につく6月18日まで続き、7月23日にフランス軍が降伏する2日前に将校相当の准士官に昇進した。

### 士官学校
クラウゼヴィッツは少尉に任官した15歳からの6年間をノイルピーンで過ごす。当時の連隊長の考課表によれば、有能かつ熱心、頭脳明晰で好奇心旺盛と評価されている。そこで連隊長は1801年にクラウゼヴィッツをベルリンの士官学校に送った。そこで後に「父でもあり、心の友であった」と評するシャルンホルスト中佐のもとで軍事学を学ぶ機会を得ただけでなく、シャルンホルストが非公式に設置した軍事学会に入会することができた。この学会は論文の審査によって入会が許され、時事的な軍事問題の解決や国防意識の発揚のための学術的な研究団体として組織された。クラウゼヴィッツはこの学会で学術研究の様式を習得し、数学、論理学、地理学、歴史学、文学の一般教養と軍事学の専門知識を深め、1803年に学校を首席で卒業した。卒業後はシャルンホルストの推薦もあって軍事学会の会員でもあったアウグスト王子が指揮する近衛大隊に副官として勤務することになった。クラウゼヴィッツは半年間の試験採用期間を経て正式に副官となってからは宮廷社会に入るようになる。この時期にクラウゼヴィッツはシラーの文学に親しみ、マキアヴェリやモンテスキューの著作を読み、カント哲学の講義にも出席している。後に詳述するマリー・フォン・ブリュールと知り合ったのもこの頃で、1805年に婚約している。

### アウエルシュタットの戦いでの敗北
1806年10月14日にプロイセン軍は、ナポレオン戦争の一つイエナの戦いとアウエルシュタットの戦いで、フランス軍に壊滅的な打撃を受ける。クラウゼヴィッツの大隊もこの戦闘に参加しており、アウエルシュタットでホーエンローエ軍の退却に巻き込まれて退却を行った。ホーエンローエ公は4万の兵力を保持していたもののフランス軍の追跡により包囲され、解囲を試みずに降伏した。しかしクラウゼヴィッツが所属していた近衛大隊だけは降伏を拒否してバルト海沿岸を志向して解囲を試みている。両軍の騎兵部隊が交戦していたブレンツラウの町を避けながら北進中、町近郊のウッカー河でフランス軍の騎兵部隊と接触し、防御戦闘を繰り返しながら河岸の湿地帯を移動したが、沼地によって部隊が完全に行動不能になったため、ここで指揮官アウグストは降伏した。1806年12月にアウグストとともにクラウゼヴィッツはフランス北東部のナンシーに捕虜として抑留されたが、それほど厳しい抑留ではなかったためにフランス語の学習とパリの見学、また著述活動を行うことができた。

### フランス占領下
1807年に締結されたティルジット講和条約の捕虜交換によりクラウゼヴィッツは7月30日に釈放される。スイスを経由してフランス軍の占領下にあったベルリンに帰還した。そこでシャルンホルストの招きによりクラウゼヴィッツはアウグストとともにベルリンを離れてケーニヒスベルクに移った。そこでは政治改革を主張するシュタイン男爵、教育改革の草案を作成するフンボルト、そして軍制改革を主導するシャルンホルストなどが集まっていた。特にシャルンホルストは反仏感情を抱く将校や官僚、学者を主導し占領軍への国民的な反撃を準備しつつあり、彼らの一部はプロイセンから離れてスペインやオーストリアでフランス軍と戦っていた。1809年になるとスペインのゲリラ戦にフランス軍が手間取っているうちにオーストリアがフランスに宣戦布告し、チロル地方の農民がフランス軍に対して武装蜂起した。しかしプロイセン国王はフランスとの戦争には時期が早すぎると判断してフランスとの関係においても慎重な立場をとっていた。このような情勢においてクラウゼヴィッツはアウグストの副官から1809年にベルリンの陸軍省へと移る。

### 軍制改革の推進
ベルリンではプロイセン改革として行政改革や教育改革などが進められており、軍制改革としては愛国的な国民軍の創設が準備されつつあった。軍隊における貴族的な特権の廃止、指揮官を育成するための陸軍大学校の準備などが進められシャルンホルストによって改革は計画されていた。シャルンホルストは19冊からなる軍制改革案を作成しており、人事、部隊編制、兵役義務、装備、訓練、戦闘教義、将校教育、整備、国土防衛、要塞建設などの幅広い領域にわたって改革を進めた。そして1808年から1812年の間にプロイセン軍の「基幹部隊」を育成することを開始し、各地域から毎月5名の新兵を受け入れて3ヶ月の訓練の後に帰郷させる制度を作り上げた。このことで軍事知識を普及させ、軍隊と国民の相互理解を深めるだけでなく、フランスが条約上で禁止した予備兵力を実質的に確保することが可能となった。クラウゼヴィッツはシャルンホルストがフランス占領軍に目をつけられて陸軍省を離れるまでこの軍制改革の推進のために働いており、1810年10月に新設された陸軍大学校の教官に任命されているだけでなく、プロイセン皇太子に軍事学の教官として指導にあたっている。この講義は『皇太子殿下御進講録』として残っている。

### 結婚
そして1810年12月17日に1805年に婚約していた伯爵令嬢マリー・フォン・ブリュール(Marie von Brühl)と国王の許可を得てベルリンの聖マリア教会で結婚式を挙げた。当時マリーは家柄もよく、女官長として勤めていたことから、宮廷グループの一部から貴族の称号も財産もないクラウゼヴィッツと結婚することには反発があった。しかしルイーゼ王妃の理解と支援によって結婚式を挙げることができた。夕食会も祝辞もなく、立会人や出席者の名簿も残っていない。二人はいくつかの親戚訪問を済ませた後にギーヴィッツに新婚旅行を楽しみ、年末にはベルリンの新居に引越しを済ませた。二人は子供はできなかったが、生涯を通じて良好な夫婦関係を保っており、マリーはゲーテの作品をクラウゼヴィッツに奨め、可能な限りの教育を受けるように計らい、クラウゼヴィッツ没後には残した遺稿を編纂している。

### ロシアでの従軍
1812年2月24日にプロイセンがフランスと軍事同盟を締結した時にクラウゼヴィッツは自らの政治的見解を著作にまとめて公表に踏み切ろうとしたがグナイゼナウの反対から断念した。この著作は国民としての品位と自由を守るために戦わなければならず、プロイセンの存続のためにフランスとの同盟はありえないことを呼びかけたものであった。1812年3月31日にクラウゼヴィッツはベルリンを離れ、フランクフルトの兄弟に挨拶をしてからロシアへ向かった。4月18日に辞職願も認可され、馬車の購入費などの旅行費用もマリーが援助し、ブレスラウからケーニヒスベルクとタウロッゲンを経由して6月6日にロシア防衛軍司令部が置かれていたヴィルナに到着した。シャルンホルストの推薦状と既にロシア軍で戦っていたグナイゼナウ大佐やロシア皇帝の武官ヴォルツォーゲン中佐の配慮により、ロシア軍中佐に任命された。当時の戦況はフランス軍に有利であったが、1812年2月にシャルンホルストは皇帝アレクサンドル1世に特使を派遣して軍事戦略に関する助言を行った。それはロシアの広大な領土の奥地に戦場を移すことでフランス軍を弱体化させる戦略を提言するものであった。

### タウロッゲン協定の交渉
クラウゼヴィッツはバーレン将軍の下で3週間ほど参謀勤務につき、第1騎兵軍団長ウヴァロフ将軍の参謀次長として兵站を担当した。ロシア軍はボロジノの戦いに敗北してからモスクワに退却し、また9月14日にはモスクワを焼き捨ててカルーガへと後退した。フランス軍はこの焦土作戦により弱体化し、10月24日にモスクワでロシアからの撤退を決断した。冬の到来が例年よりも早かったことや、後方連絡線が遮断されたこともあって、フランス軍では被服や食糧が欠乏状態にあった。そのために44万名の兵力で侵攻したフランス軍は数千名にまで減っていた。ナポレオンは12月5日に指揮権をミューラー元帥にわたしてパリへと帰還した。クラウゼヴィッツがこの戦役でヴィットゲンシュタイン軍団に勤務している間にマクドナルド元帥が指揮するフランス・プロイセン連合軍とロシア軍が対陣した。12月26日にクラウゼヴィッツはプロイセン軍との戦闘を回避するためにロシア軍の軍使としてプロイセン軍のヨルク中将を訪れ、停戦交渉を行った。ヨルクを説得したことでクラウゼヴィッツはナポレオン指揮下のプロイセン軍をロシア軍は中立と見なし、プロイセンからリトアニア地域を中立地帯に設定、東プロイセンをロシア軍の占領から解放するという「タウロッゲン協定」締結に成功した。この協定はプロイセン国王に伝えられ、ヨルク中将はフランスとの同盟を破棄する機会が到来したことを進言し、国王は12月30日に協定を承認した。

### 秋季攻勢
1813年1月にシュタインが新政府を樹立し、ケーニヒスベルクで国土防衛軍を組織していた。クラウゼヴィッツはタウロッゲン協定の仕事の後にケーニヒスベルクに戻り、一方のシャルンホルストも3月に参謀総長に返り咲いた。ケーニヒスベルクでは東プロイセンでシュタインとクラウゼヴィッツが防衛軍の組織化のための作業を開始しており、2月6日にはクラウゼヴィッツが作成した布告がシュタインとシャルンホルストの同意によって予備兵2万名が召集された。これはマクドナルド元帥がフランス軍4万名を保持してダンツィヒに存在する緊張状態の中で迅速に進められた。そして3月17日にプロイセン国王はフランスに対して宣戦布告を行い、ナポレオンの支配に対する諸国民解放戦争が勃発した。ヨルク中将は同日のうちにプロイセン固有の軍隊としてベルリン入場を果たし、再軍備の準備が進められていた。しかしクラウゼヴィッツはプロイセン軍に復帰することがなかなかできず、国王に自ら請願しているが、3月19日に却下された。そのためにシャルンホルストはロシア軍からの連絡将校としてプロイセン軍に勤務させる配慮を行い、ブリュッヘル軍に所属した。5月2日にシャルンホルストとともにグロースゲルシェンの戦いに参加し、フランス軍は兵力不足と損害の大きさ、そしてオーストリアの参戦を危惧して6月4日から8月16日までに休戦が締結された。シャルンホルストはこの戦いで銃創を脚に負ったが、無理を押して休戦中にオーストリアに参戦交渉に向かい、傷が悪化したためにプラハで6月28日に死去した。クラウゼヴィッツはグナイゼナウと共に追悼している。1813年の秋季戦役によってフランス軍は敗北し、1814年にはプロイセン国王はようやくクラウゼヴィッツをプロイセン軍の大佐に任命して復帰を許した。

### プロイセン軍復帰
復帰してからはクラウゼヴィッツは第3軍団参謀長を命じられたが、しばらくは大規模な戦闘はなかった。しかしナポレオンがエルバ島を脱出してフランスの政権を掌握したことから同盟国は再びフランスとの戦争に乗り出し、クラウゼヴィッツが所属する第3軍団も出撃した。1815年6月16日にプロイセンのブリュッヘル軍はリニーで敗北したがワーテルローの戦いでの勝利に寄与した。その作戦の指揮をとったグナイゼナウは戦後に戦略的な要所であるコブレンツに赴任し、そこでクラウゼヴィッツを参謀長として抜擢した。ここには軍制改革を推進した将校たちが集められ、シャルンホルストの息子も参謀として勤務している。ここでは夫人も呼び寄せられて生活しており、クラウゼヴィッツは夫人を随伴する参謀旅行の計画を策定している。しかしグナイゼナウは長期間にわたる疲労により健康状態が悪化していたことから退官願を提出して国王は無期限の休暇を与えた。グナイゼナウは1816年7月にコブレンツを離れ、シャルンホルストの軍制改革に反対していたフォン・ハーケ中将が赴任してきた。そこでクラウゼヴィッツは不満が多い勤務生活を送る傍らで、『戦争論』の作成に取り掛かり始めている。

### 『戦争論』の執筆
1818年に少将に昇進して陸軍大学校校長として勤務することになった。しかしクラウゼヴィッツが改革派であったことから配慮して陸軍当局はクラウゼヴィッツの権限を学問的指導ではなく規律の維持に制約していたために、クラウゼヴィッツに与えられた権限も限られたものであった。この時期の彼の交際範囲は限られており、グナイゼナウが時折クラウゼヴィッツを訪問しているか、またベルンシュトルフ外務大臣の自宅を訪問している程度であった。クラウゼヴィッツはフランス語と英語を習得していたために、1821年にイギリスのロンドン勤務を希望したが、イギリス公使と国王によって申し出は拒否された。その後の7年間はマリーとともに軍事学の研究に専念することになった。マリーはこの研究に協力し、シレジア要塞についてクラウゼヴィッツに随伴して作業を手伝った。マリーは分かれて生活している間に交わした書簡を通じて、軍事問題に関する知識を習得し、クラウゼヴィッツの見解を時には批判し、またクラウゼヴィッツの発表物の全てを清書している。

### 晩年
1830年3月25日にクラウゼヴィッツは50歳になったことを契機に、再び活発な部隊勤務を希望して部隊転出を請願した。その際には12年間かけて作成した『戦争論』前8篇のうち6篇が書き上げられ、残りは草案として骨子がまとめられていた。校長を辞任するとともに、ブレスラウ管区の第2砲兵監に任命され、10月にはマリーを呼び寄せたが、すぐに7月革命に影響されたポーランドで暴動が発生する。そして東方監視軍司令官グナイゼナウの参謀長として、第1軍団、第2軍団、第5軍団、第6軍団、の指揮統制を補佐することになった。この戦いでは、繰り返される暴動を完全に鎮圧することが困難であったことから、作戦が長引くことになった。翌1831年に蔓延したコレラにより8月にグナイゼナウが感染し、専門医による処置が行われたが病没した。ポーランドの紛争が沈静化し、1831年11月7日にクラウゼヴィッツは再び第二砲兵監としてブレスラウに帰還して記録の整理を行った。クラウゼヴィッツは11月16日の昼食までは普段どおりに職務をこなしていたが、その午後になると嘔吐や痙攣などの症状があらわれ、背骨の激痛や胸部の痙攣を示しながら自宅で急死した。マリー夫人によるクラウゼヴィッツの臨終記録の中では、発作的な神経性のショックによる心臓麻痺が原因であるとされている。

### 死後における著作発表
クラウゼヴィッツの死に際し、ブレスラウの駐屯地で簡単な葬送行進が行われた。残されたマリー夫人はクラウゼヴィッツ没後に遺稿をまとめる作業を開始する。1832年には、それらの遺稿は『戦争および戦争指導に関するカール・フォン･クラウゼヴィッツ将軍の遺稿』として出版され、『戦争論』は現在は、その1巻から3巻までの収録である。夫人が刊行の辞を書いており、この著作が不完全な状態にあることを、クラウゼヴィッツが問題視していたことについて述べている。そこには、友人のグラーベンやオエッツェルの手伝いによって出版ができた、ことについての感謝も述べられている。マリー夫人が死去する1836年までに7巻までが出版され、残りは翌年に協力者たちによって発表された。この遺稿集では『戦争論』だけでなく、戦史についての記述や政治論集なども含まれている。

## 軍事思想

### 二種類の戦争
クラウゼヴィッツの軍事思想の画期性は、戦争の二重構造を明らかにしたことに求めることができる。クラウゼヴィッツは戦争を研究する上で、当時ドイツで研究されていた観念論の哲学や弁証法の方法論に影響を受けていたことが指摘されている。戦争の概念がクラウゼヴィッツにより二種類に分かれていることは、当時のこの時代精神の文脈から理解することができる。まず戦争とは拡大された決闘であり、そこには暴力に基づいた相互作用が働いていると考える。この相互作用はエスカレーションをもたらすものであり、戦争における暴力の極大使用の原因ともされている。この暴力の相互作用は限界がないために、この法則に支配される戦争は、最終的には完全に敵を打倒する絶対的戦争に至るものとされている。しかし、このような絶対的戦争は現実の戦史には見られない戦争である。なぜならば、戦争における暴力の相互作用は政治的、社会的、経済的、地理的な要因によって抑制されるためである。特にクラウゼヴィッツは戦争が政治に対して従属的な性質を持っていることを指摘しており、殲滅戦争から単なる武装監視にいたるまで、あらゆる戦争の形態を政治は規定する、ことを論じている。これを定式化してクラウゼヴィッツは「戦争が他の手段を以ってする政治の延長」だと述べている。

### 戦争の三要素
また、クラウゼヴィッツが、戦争の傾向を規定している要因について、三つの要因を挙げながら分析している。第一に、敵意や憎悪の情念を伴う暴力という要素であり、この要因が強ければ戦争の激しさが増大すると考えられる。第二に、不確実性や蓋然性を伴う賭けの要素であり、これは戦争において自由度を伴う精神活動であり戦果に反映される。そして第三の要素は、政治のための手段という従属的性質である。これら三つの要素は、それぞれ国内における社会的な行為主体に割り当てて考えることが可能であり、第一の要素は国民に、第二の要素は軍隊に、第三の要素は政府に関連している。この要素は三位一体として戦争に作用し、敵対行為の準備、戦闘の開始、講和の締結、戦後の展開までに作用する。これら相互の関係について、精神的活力を生み出すのが国民であり、政府はこの国民の意志を合理的な政策へと組織し、軍隊はその政策を実施する主体となるものと捉えられている。

### 摩擦と天才
クラウゼヴィッツは、さらに軍事行動における不確実性や過失の存在が戦争を複雑にしていることを指摘し、また指揮官の決心が部隊の作戦行動に与える影響を分析する。前者に指摘したものが摩擦であり、後者が天才または軍事的天才と呼ばれる概念である。摩擦とは、現実の戦争と机上の戦争の相違に認められる事象であり、現実の軍事行動に随伴する偶発的、予測不能な障害を指している。摩擦を克服する能力として天才の概念が考えられる。指揮官に必要な組織について分析を行っており、それを解釈するために天才という概念を適用する。危険や苦労、不確実性が支配する戦争の中で適切な軍事行動を指導するためには天才が不可欠であり、これはほとんどが精神的要素で構成されている。クラウゼヴィッツは、ナポレオンやフリードリヒ大王の戦史を研究することで、全く同等の軍事的条件が与えられても結果が異なることがありうると論じている。

## 著作
クラウゼヴィッツの著述活動は、軍務のかたわらに断続的に続けられた。彼の軍事思想が表現された初期の著述は、1812年に当時軍事学を教授していたプロイセンの皇太子に送った書簡である。その後にナポレオン戦史に関する著作や戦略学の研究が書かれており、『戦争論』はそうしたクラウゼヴィッツの研究業績が総合されたものである。
- 1806年『1814年のフランス戦役における戦略批判』
攻撃、防御、作戦計画について理論的な分析を加えた上で、グナイゼナウやナポレオンの作戦を評価している。
- 1812年『皇太子殿下御進講録』
クラウゼヴィッツによるプロイセン皇太子に対する軍事教育の内容の概要がまとめられたもの。
- 1813年『1813年の戦役から休戦協定まで』
- 1814年『1812年のロシア戦役』一部
ロシアでのクラウゼヴィッツの軍務の経験が述べられたもの。
- 1816-1818年『戦争論』初稿
- 1816-1818年『1814年のフランス戦役』
フランスでの戦役についてグナイゼナウなどから証言を得て、自説を立証したもの。
- 1816-1818年『シャルンホルストの生涯』
軍制改革を推進したシャルンホルストの軍歴と彼の特徴について、2部構成から論述したもの。
- 1819年、陸軍士官学校に関する覚書
- 1819-1823年、政治論集
- 1819-1827年『戦争論』1-6篇、7-8篇の下書き
- 1820年初頭『フリードリヒ大王の戦役』
二度に渡るシュレジエン戦争の概要を述べ、会戦の勝敗の要因を指摘し、フリードリヒ大王の運用の特徴を分析したもの。
- 1824年-1825年『破局を迎えたプロイセン』
プロイセンの昔ながらの絶対主義が存続できなくなっていることを主張したもの。
- 1824年以後『1812年のロシア戦役』
- 1827-1830年『戦争論』の修正
- 1827-1830年『1796年のイタリア戦役』
ナポレオンの特性が作戦にも反映されているが、彼の回想録は自らの過失を認めていないとして批判したもの。
- 1827-1830年『1799年のイタリアおよびスイス戦役』
オーストリア軍のカルル大公が、劣勢なフランス軍を殲滅することに失敗した理由についての分析がなされたもの。
- 1827-1830年『1815年のフランス戦役』
ワーテルローの戦いについて戦略、作戦に関して指揮官であったナポレオンやウェリントン、グナイゼナウの判断について分析したもの。
- 1831年『政治論集』